# کرستین مالدونادو
کرستین تیلور مالدونادو (زاده ۱۶ مه ۱۹۹۲) خواننده، ترانه‌سرا و بازیگر آمریکایی است. او بیشتر به عنوان میزانسن گروه آکاپلا پنتاتونیکس شناخته می‌شود. او با این گروه هفت آلبوم استودیویی منتشر کرد، سه جایزه گرمی را برد و بیش از شش میلیون آلبوم فروخت. مالدونادو اولین تک‌آهنگ انفرادی خود "Break a Little" را در ۱۹ مه ۲۰۱۷ با نام Kirstin™ منتشر کرد (مخفف "Taylor Maldonado"). اولین آلبوم چندآهنگه او عشق (سبک شده به عنوان LOVE) در ۱۴ ژوئیه منتشر شد مالدونادو اولین بازی خود را در برادوی در سال ۲۰۱۸ در نقش لورن در موزیکال Kinky Boots انجام داد.
کرستین تیلور مالدونادو در فورت ورث، تگزاس، در ۱۶ مه ۱۹۹۲ به دنیا آمد مادر او، آنجلیکا مالدونادو، اسپانیایی و ایتالیایی‌تبار است، در حالی که پدرش، مایکل سیسنروس، از تبار مکزیکی است. او توسط مادرش در آرلینگتون، تگزاس بزرگ شد. او تنها پنج سال داشت که برای اولین بار آرزوی خود را برای خواننده شدن ابراز کرد. او در هشت سالگی در جشن عروسی مادرش آواز خواند و در نهایت مادرش را متقاعد کرد که او را در کلاس‌های صدا ثبت نام کند. او همچنین وارد تئاتر شد و در چندین نمایش محلی بازی کرد.

## زندگی شخصی
مالدونادو در اوت ۲۰۱۳ از طریق The Sing-Off با خواننده و کارآفرین جرمی لوئیس آشنا شد و این دو در اکتبر همان سال شروع به ملاقات کردند. آنها در ۲۹ می ۲۰۱۶ در پاریس، فرانسه نامزد کردند. در سال ۲۰۱۷، این زوج عروسی خود را به تعویق انداختند تا روی «مسائل ذکر نشده» خاصی کار کنند و در نهایت در اکتبر آن را لغو کردند.
مالدونادو در حال حاضر با بن هاسدورف فیلمساز و عکاس مستقل رابطه دارد. آنها از سال ۲۰۱۸ با هم رابطه دارند و در پروژه‌های مختلفی برای پنتاتونیکس با هم کار کرده‌اند. در مارس ۲۰۲۲، مالدونادو اعلام کرد که او و هاسدورف در انتظار اولین فرزند خود هستند. دختر آنها در ۲۸ ژوئن ۲۰۲۲ به دنیا آمد. در مارس ۲۰۲۳، مالدونادو فاش کرد که او و هاسدورف در ژاپن نامزد کردند.